# Пљуваоница
Пљуваоница или пљувало или пљувачница, лимена, стаклена или порцеланска посуда са антисептичким средством, обично 5% раствором лизола, у коју се одлаже - пљује, секрет пљувачних жлезда.
Пљуваоницу је имала свака јавна установа и просторија у којој се одређено вријеме задржавао већи број људи. (Зравствене установе, станице...)

### Чине је:
- основна посуда за скупљање секрета (пљувачка)
- конусни поклопац са отвором кроз који се убацује секрет (пљује)

Увијек је дводјелана. Са сталком или без њега. Постојао је и џепни облик направњен од воштаног папира, кога су носили плућни болесници који искашљавају много секрета.

### Двије функције:
- Настала је из потребе одвајања и привременог смјештања пљувачног секрета као пријетеће опасности у изазивању болести, значи као превенција, и
- као васпитна мјера дисциплиновања ограничавања пљувања на само за то одређеним, и прописаним мјестима.

Пљуваоница је била и законски обавезна све до седамдесетих година двадесетог вијека.
Пљуваоница више нема на јавним мјестима.
И данас је, али не као јавна друштвена посуда, задржана у неким медицинским специјалистичким службама.